# Cypridinoidea
Cypridinoidea is een superfamilie van kreeftachtigen uit de klasse van de Ostracoda (mosselkreeftjes).

## Familie
- Cypridinidae Baird, 1850